# Trigonosoma cristiventre
Trigonosoma cristiventre är en tvåvingeart som först beskrevs av Gerstaecker 1860.  Trigonosoma cristiventre ingår i släktet Trigonosoma och familjen bredmunsflugor. Inga underarter finns listade i Catalogue of Life.